# 原田貞介

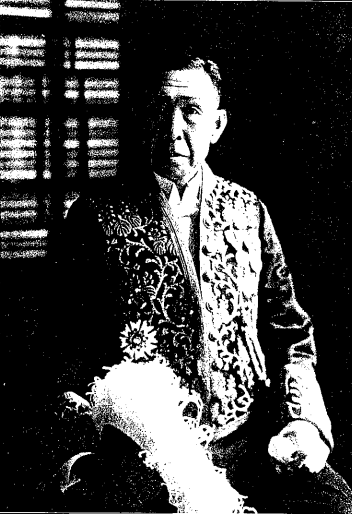
原田貞介

原田 貞介（はらだ ていすけ、慶応元年3月7日（1865年4月2日） - 1937年（昭和12年）9月30日）は、明治から大正時代の土木技術者、内務技監。工学博士。

## 経歴・人物
原田精一の長男として周防国（現・山口県）に生まれ、1900年（明治33年）11月に家督を相続する。1883年（明治16年）旧東京大学理学部に入学するが、寄宿生一同のストライキに参加して1886年（明治19年）退学し、ドイツに自費留学する。シャロッテンブルク高等工芸学校（王立シャルロッテンブルク工科大学、現在のベルリン工科大学）に入学し、河海工学を修めて1891年（明治24年）卒業する。
翌年の1892年（明治25年）5月、内務省に入省し、土木監督署技師、1898年（明治31年）第4区(名古屋)土木監督署長、1905年（明治38年）名古屋土木出張所長、1911年（明治44年）下関土木出張所長を経て、1918年（大正7年）内務技監となり、1924年（大正13年）退官した。ほか、朝鮮総督府土木顧問、港湾調査会委員、臨時治水調査会委員、帝都復興院参与、土木学会第8代会長など要職を歴任した。1932年（昭和7年）9月27日、錦鶏間祗候を仰せ付けられた。
任官中、中国へ渡り漢口の護岸工事などを指導。また、沖野忠雄と共に明治改修に尽力した。

## 栄典
- 1892年（明治25年）9月26日 - 従七位[6]